# Wałaam

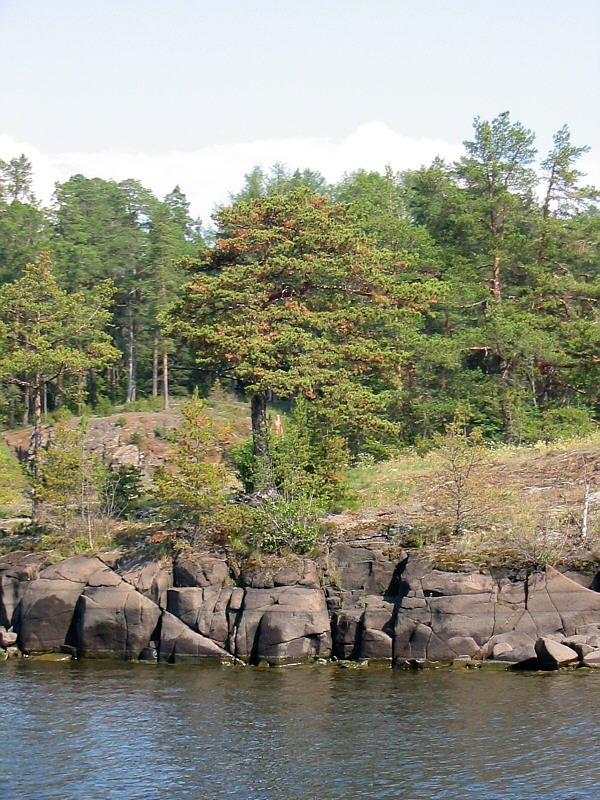
Przyroda wyspy Wałaam

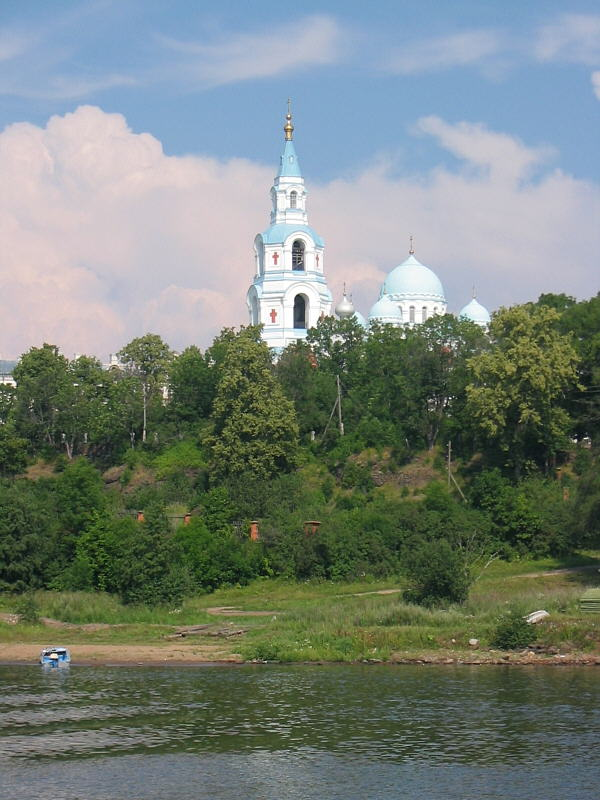
monastyr na wyspie Wałaam

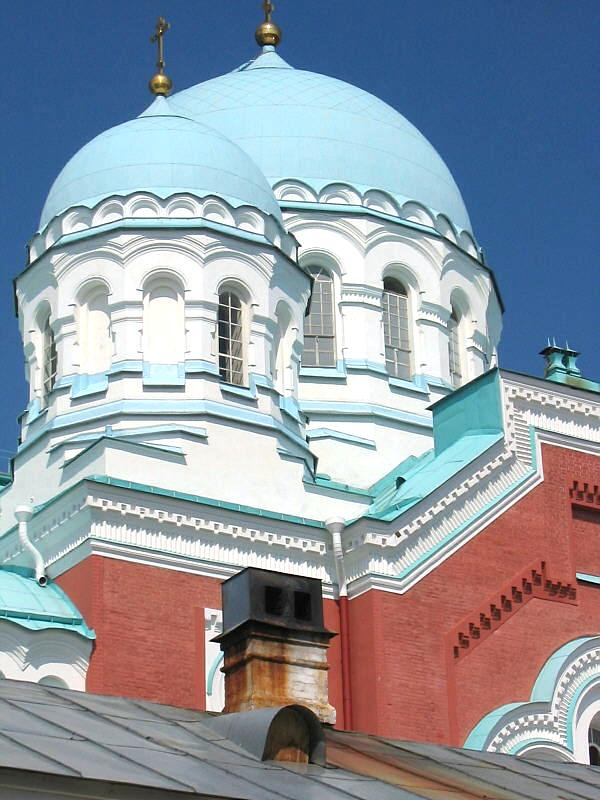
Kopuła klasztoru

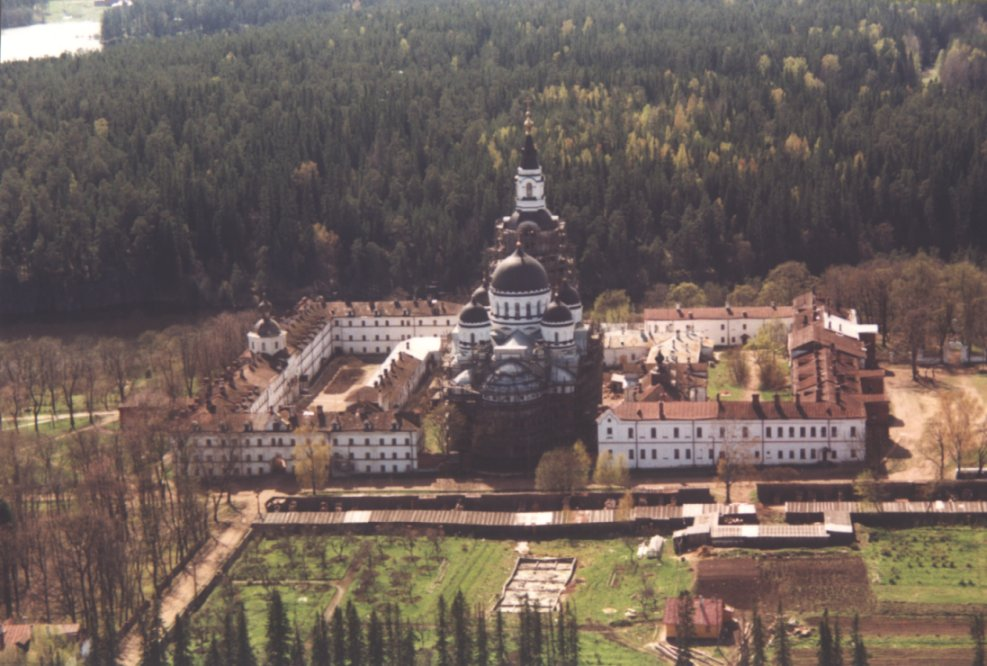
Monastyr Wałaamski

Wałaam (ros. Валаам, fiń. Valamo) – główna wyspa położonych w północnej części jeziora Ładoga Wysp Wałaamskich. Wyspa należy do Rosji i wchodzi w skład Republiki Karelii, a w jej obrębie znajduje się w rejonie miejskim Sortawała.

## Powierzchnia
Wałaam leży w odległości 22 km od brzegu Ładogi i jest największą z wysp leżących na tym jeziorze. Wyspa ma 36 km² powierzchni (co stanowi 2/3 powierzchni całych Wysp Wałaamskich), a jej największa długość to 9,6 km, zaś szerokość – 7,8 km.
Większość powierzchni wyspy pokrywa las iglasty, którego głównym składnikiem (ok. 65%) jest sosna. Na terenie wyspy znajduje się rezerwat przyrody Wałaam, utworzony w 1965.

## Historia
Nazwa wyspy wywodzi się z języka fińskiego lub karelskiego; w obu słowo valamo oznacza „wysoką ziemię”.
W XIII w. wyspa znalazła się pod władzą Republiki Nowogrodzkiej. W wiekach następnych kilkakrotnie przechodziła z rąk władających Finlandią Szwedów w posiadanie rządzących Karelią Rosjan i na odwrót. Nie później niż w XIV w. na wyspie osiedlili się prawosławni mnisi.
Od końca XVII w. wyspa położona w pobliżu poprzedniej stolicy Rosji – Petersburga, z racji walorów przyrodniczych  niejednokrotnie była miejscem wypoczynku carów i członków ich rodzin, a także ludzi nauki i kultury ówczesnej Rosji.
Do 1918 wyspa wchodziła w skład autonomicznej części Cesarstwa Rosyjskiego – Wielkiego Księstwa Finlandii, a następnie po uzyskaniu przez ten kraj niepodległości, pozostawała częścią Finlandii, aż do roku 1940, kiedy to po przegranej wojnie zimowej została przekazana Związkowi Radzieckiemu.

## Monastyr Wałaamski
Na wyspie znajduje się prawosławny klasztor, mający status stauropigiczny.
Nie jest do końca jasne, kiedy na wyspie osiedlili się prawosławni mnisi. Niektóre źródła podają, iż nastąpiło to już w XI w. Według prawosławnej tradycji w I w. n.e. Apostoł Andrzej, udający się z misją ewangelizacyjną na północ, postawił na wyspie Wałaam krzyż. Dziewięćset lat później mieli go odnaleźć dwaj nieznanego (być może greckiego) pochodzenia mnisi, którzy szukali miejsca pod założenie klasztoru.
Potwierdzona historia klasztoru rozpoczyna się w XIV w. W XVI w. na jego terenie miało żyć ok. 600 zakonników.
Monastyr Wałaamski niejednokrotnie stawał się miejscem walki pomiędzy Szwedami i Finami z jednej, a Rosjanami i Karelami z drugiej strony. W 1578 mnisi z klasztoru zostali zabici przez luterańskich Szwedów.
Rola klasztoru i jego ranga wzrosła znacznie po przeniesieniu stolicy Rosji do Petersburga, leżącego w dość niewielkiej (jak na warunki rosyjskie) odległości od wyspy.
Po uzyskaniu niepodległości przez Finlandię klasztor wraz z wyspą wszedł w skład tego kraju i był najważniejszym prawosławnym klasztorem w tym kraju.
Po przegranej przez Finlandię wojnie zimowej mnisi z klasztoru, obawiając się prześladowań ze strony komunistów, uciekli do Finlandii, zabierając ze sobą wszystkie cenne rzeczy z klasztoru (wraz z dzwonem) i osiedlili się w miejscowości Heinävesi, gdzie założyli monastyr Nowy Wałaam (fiń. Uusi Valamo).

## Warunki klimatyczne
Wyspa ma dość łagodny klimat. Zima nastaje zwykle dopiero w początku grudnia i jest relatywnie ciepła (temperatura najchłodniejszego miesiąca – lutego wynosi –8 °C). Wiosna przychodzi w końcu marca, latem na wyspie jest ok. 30-35 dni więcej słonecznych dni niż na kontynencie, a średnia temperatura lipca to +17 °C.